# Chaparral (Murcia)
El Chaparral es una pequeña pedanía del municipio de Cehegín, situada en la Comarca del Noroeste de la Región de Murcia en España.
El Chaparral contaba con una población de unas 150 personas a finales de la primera década del siglo XXI, y 171 en la actualidad, las cuales están diseminadas por sus ínfimos núcleos urbanos: Las Casas de Arriba, Las Casas de Abajo y el Chaparral.[cita requerida]
Tras el traslado de la única fábrica conocida nacionalmente («Patatas Rubio») a la localidad de Bullas a finales del siglo XX y cerradas las minas de magnetita a principios del mismo siglo, la principal fuente de ingreso económico es la agricultura de secano (representada por el almendro y el olivo) y la de regadío (representada por el albaricoquero y el melocotonero), y la vid.
Cabe destacar de sus festividades:
- El 15 de agosto en honor a su patrona, Virgen de la Asunción;
- El 17 de enero en honor a su patrón, San Antón.[1]

Según cuentan sus habitantes su origen data de unos 200 años atrás.